# Anke Baier
Pour les articles homonymes, voir Baier.
Anke Baier-Loef, née le 22 mai 1972 à Eisenach, est une patineuse de vitesse allemande.

## Biographie
Aux Jeux olympiques de Lillehammer 1994, elle remporte la médaille d'argent 1 000 mètres derrière Bonnie Blair. Elle met un terme à sa carrière sportive après les Jeux olympiques de Nagano en 1998.

## Palmarès
| Compétition     | Or | Argent         | Bronze |
| Jeux olympiques |    | 1994 (1 000 m) |        |

## Records personnels
| Distance     | Temps         | Année |
| ------------ | ------------- | ----- |
| 500 mètres   | 39 s 49       | 1998  |
| 1 000 mètres | 1 min 18 s 20 | 1998  |
| 1 500 mètres | 2 min 5 s 20  | 1994  |
| 3 000 mètres | 4 min 28 s 28 | 1991  |